# 水下暢也
水下 暢也（みずした のぶなり、1984年 - ）は、日本の詩人。
東京都町田市出身。埼玉県立北本高等学校卒業。埼玉県久喜市在住。

## 受賞歴
- 2018年、第56回現代詩手帖賞。
- 2019年、『忘失について』で第24回中原中也賞の候補。
- 2019年、『忘失について』で第69回H氏賞を受賞。

## 作品リスト
- 『忘失について』思潮社、 2018年10月